# Allmendingen, Bern
Allmendingen är en ort och kommun i distriktet Bern-Mittelland i kantonen Bern, Schweiz. Kommunen har 555 invånare (2023).